# Casa de los Vaamonde
La Casa de los Vaamonde también conocida como Antiguo Cuartel de Carabineros es una casa señorial de origen gótico y elementos renacentistas situada en el centro histórico de la ciudad española de Pontevedra.

## Ubicación
La casa se encuentra en la esquina de la calle Amargura con la calle Isabel II en la parte alta oeste del casco antiguo de la ciudad, cerca de la basílica de Santa María la Mayor.

## Historia
Esta casa noble es una de las construcciones civiles más antiguas de la ciudad. Inicialmente perteneció a la familia Vaamonde o Ba(h)amonde y se construyó entre finales del siglo XV y principios del siglo XVI, en torno al año 1500. Se levantó en uno de los lugares más importantes de la ciudad de la época, en la esquina con la calle principal denominada Rúa do Açougue (actual calle Isabel II).
Los Vaamonde se extendieron desde el norte de Galicia al resto de la península ibérica y en Pontevedra emparentaron con destacados linajes.
Sólo se conserva una parte de la casa noble inicial de mayores proporciones, que en el siglo XV ocupaba el espacio comprendido entre el Eirado de Santa María y la calle Amargura. En el siglo XIX la casa fue cuartel del Cuerpo de Carabineros y en ella estaba establecida la Comandancia de Carabineros de Pontevedra, cuya función inicial era la vigilancia de costas y fronteras. En el siglo XX en la década de 1950 en la casa estuvo instalada una escuela de enseñanza primaria.

## Descripción

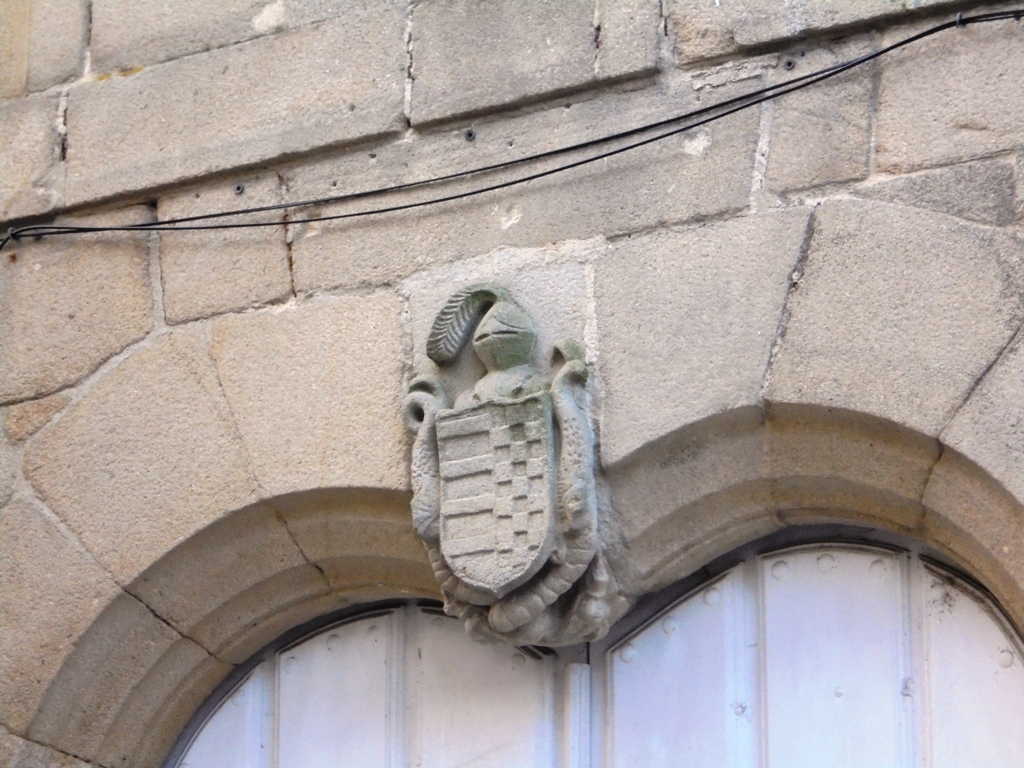
Escudo de armas de la Casa de los Vaamonde

La casa posee una planta baja y dos pisos correspondientes a tres cuerpos delimitados por franjas de granito horizontales. En la fachada principal, la puerta de acceso está precedida por tres escalones de piedra. Posee un arco conopial pinjante bilobulado, con un pequeño escudo partido en la clave. La mitad izquierda del escudo (que posee un casco con penacho de una sola pluma) presenta un fajado de ocho órdenes correspondientes a un linaje desconocido y la otra mitad un jaquelado de tres y nueve órdenes, armas primitivas de la familia Vaamonde.
En esta fachada se abren dos ventanas en el primer piso, la de la izquierda con un arco conopial labrado sobre dintel y decorado con lacería y otra balconera en el cuerpo superior. 
En la fachada lateral de la calle Isabel II se abre una ventana de arco rebajado decorado con florones en la planta baja y dos ventanas más en el primer piso y otras tres (dos balconeras) en la planta superior.
En la cornisa de la parte superior de las fachadas destaca la decoración de semiesferas o bolas de piedra, un elemento típico de la arquitectura del Renacimiento en Pontevedra, que también se encuentra en la cornisa de la Casa de las Campanas.
En el escudo de armas de la casa medianera vecina, figuran también las armas de los Vaamonde, además de las de los Mariño (tres ondas) y los Andrade y los Menelao (un águila).

## Galería de imágenes

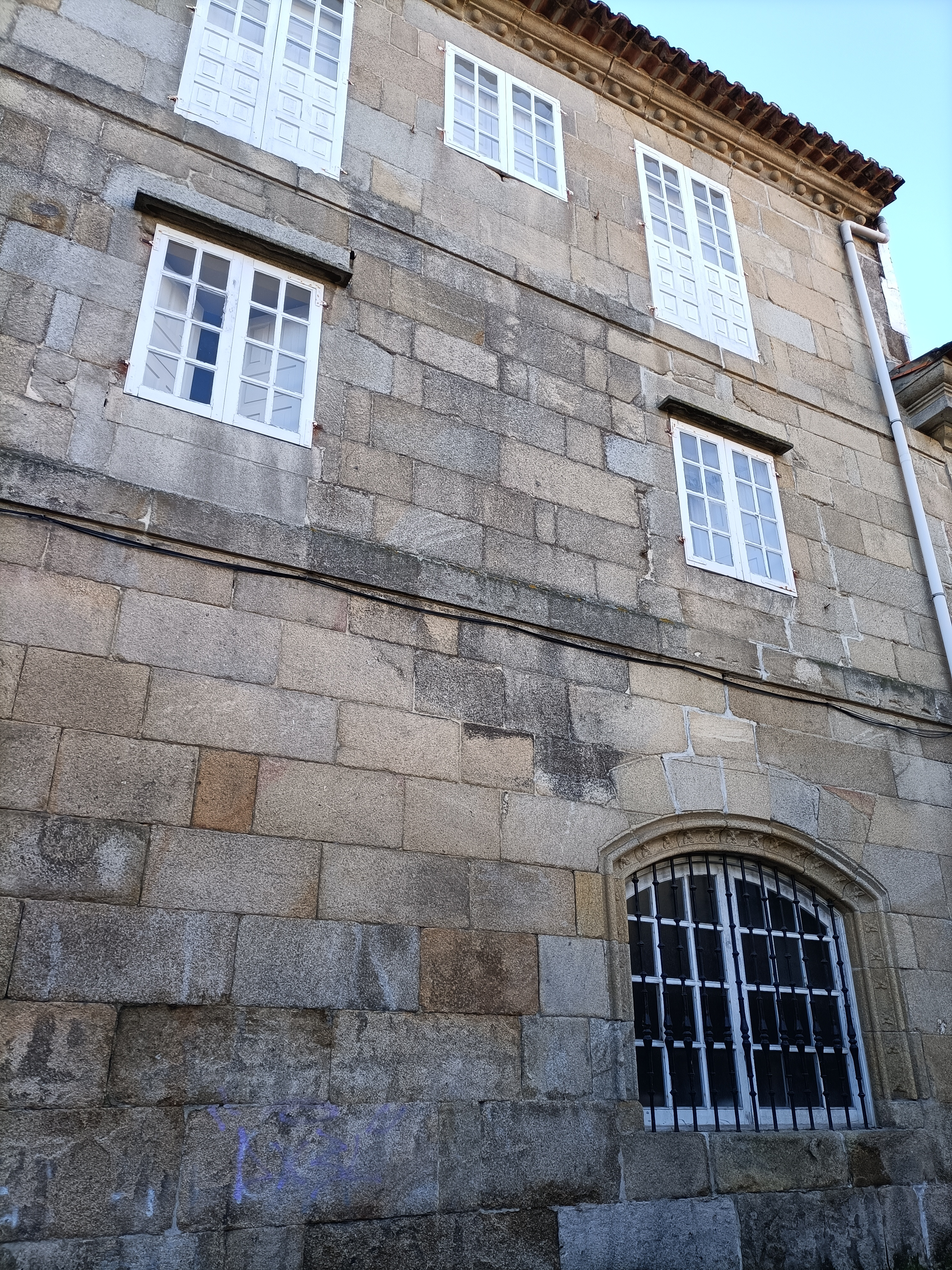
Fachada lateral de la Casa de los Vaamonde
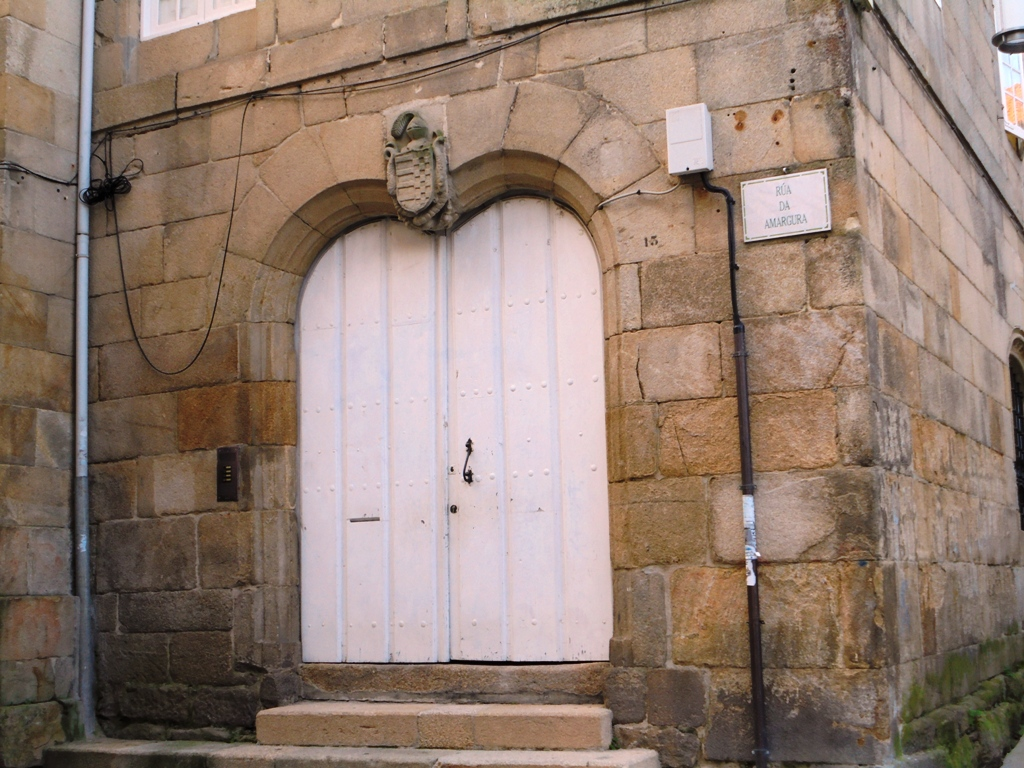
Portada renacentista.
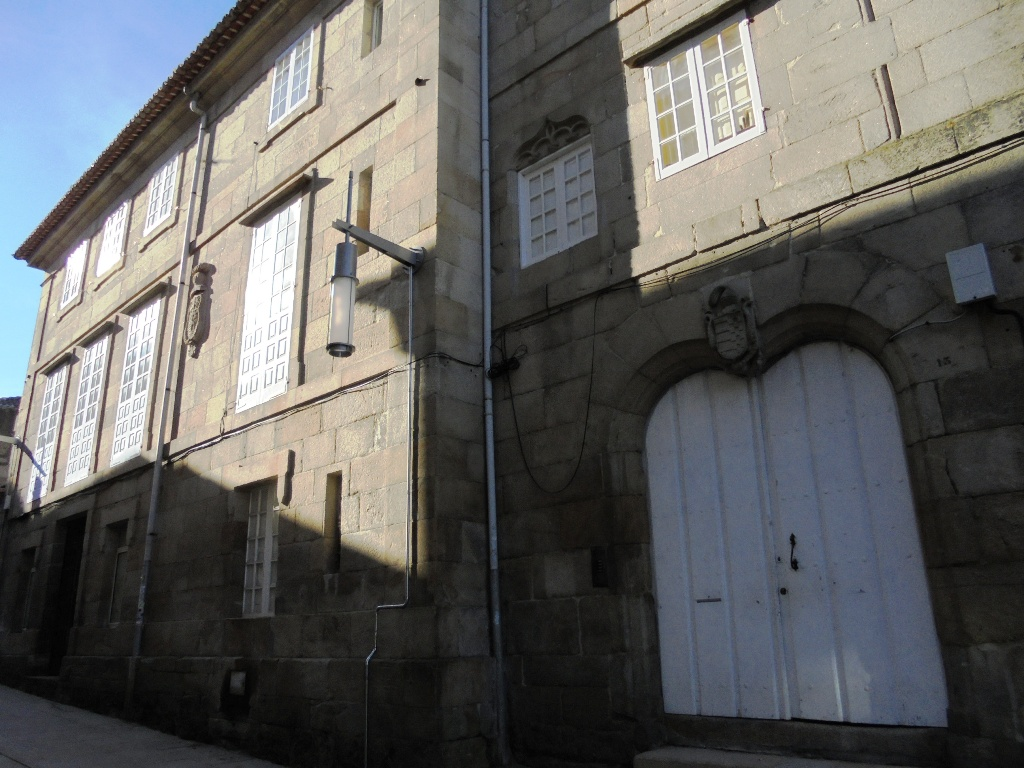
Fachada principal medianera con la casa vecina
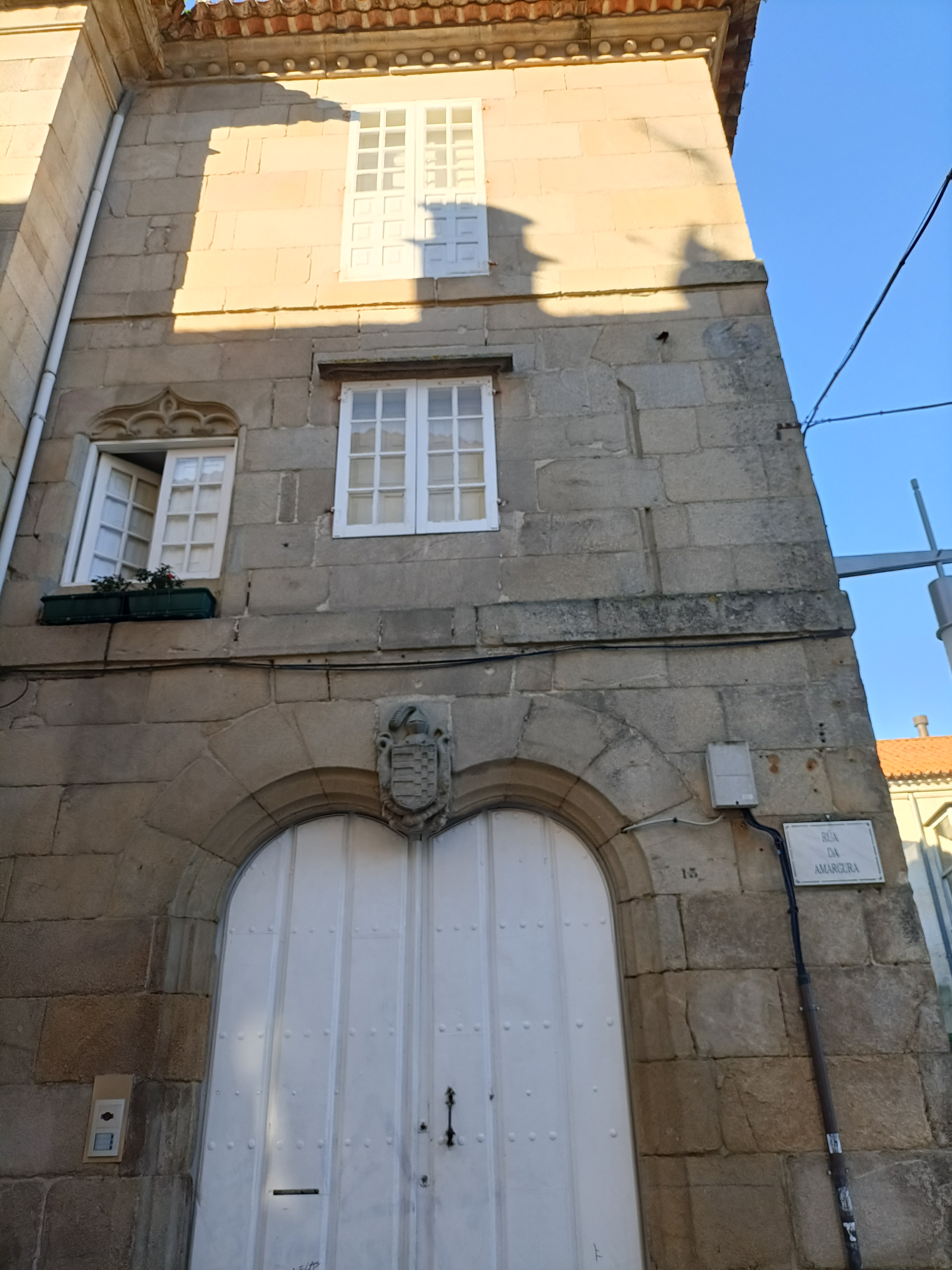
Fachada con ventana con arco conopial decorado con lacería
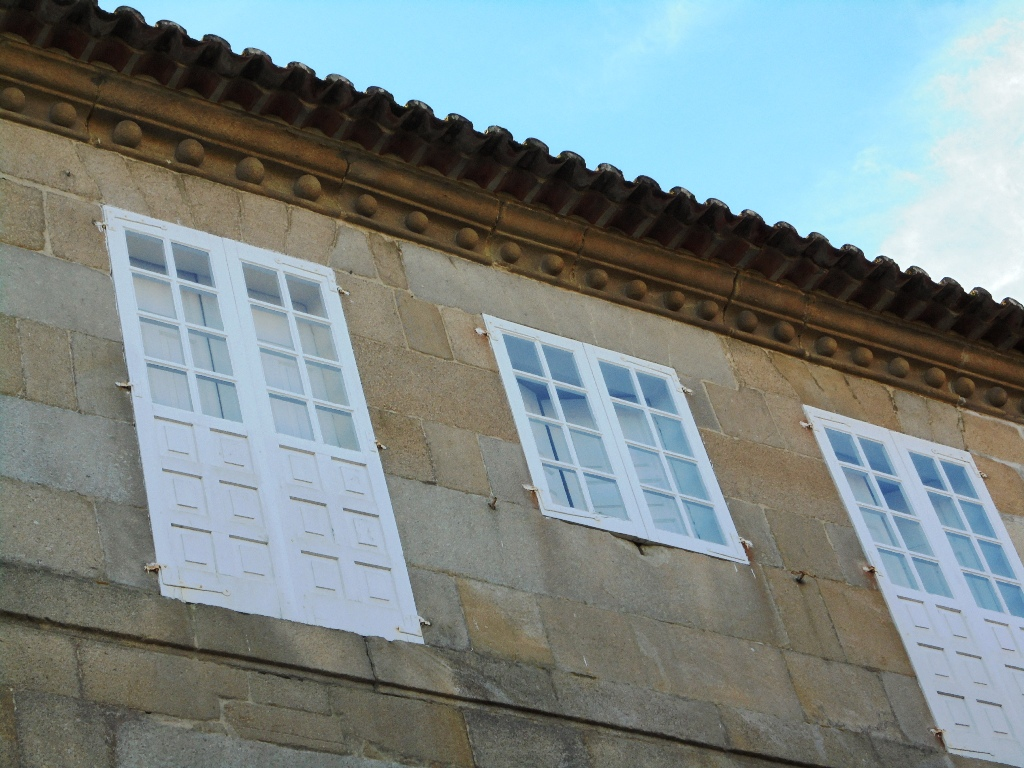
Decoración renacentista de bolas en la parte superior de una de las fachadas
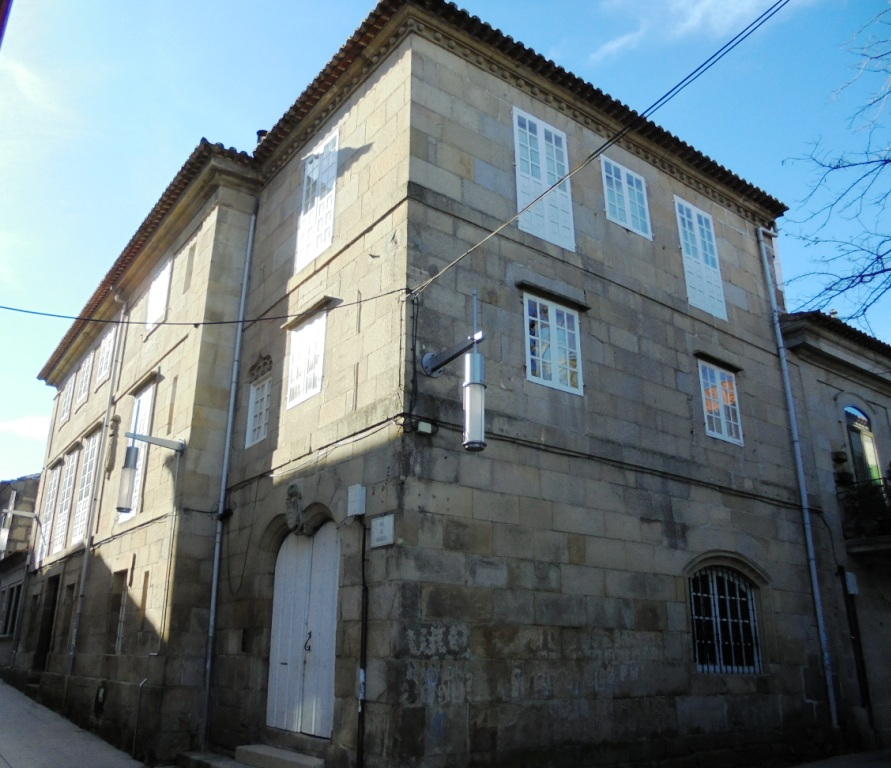
Fachada lateral de la Casa de los Vaamonde
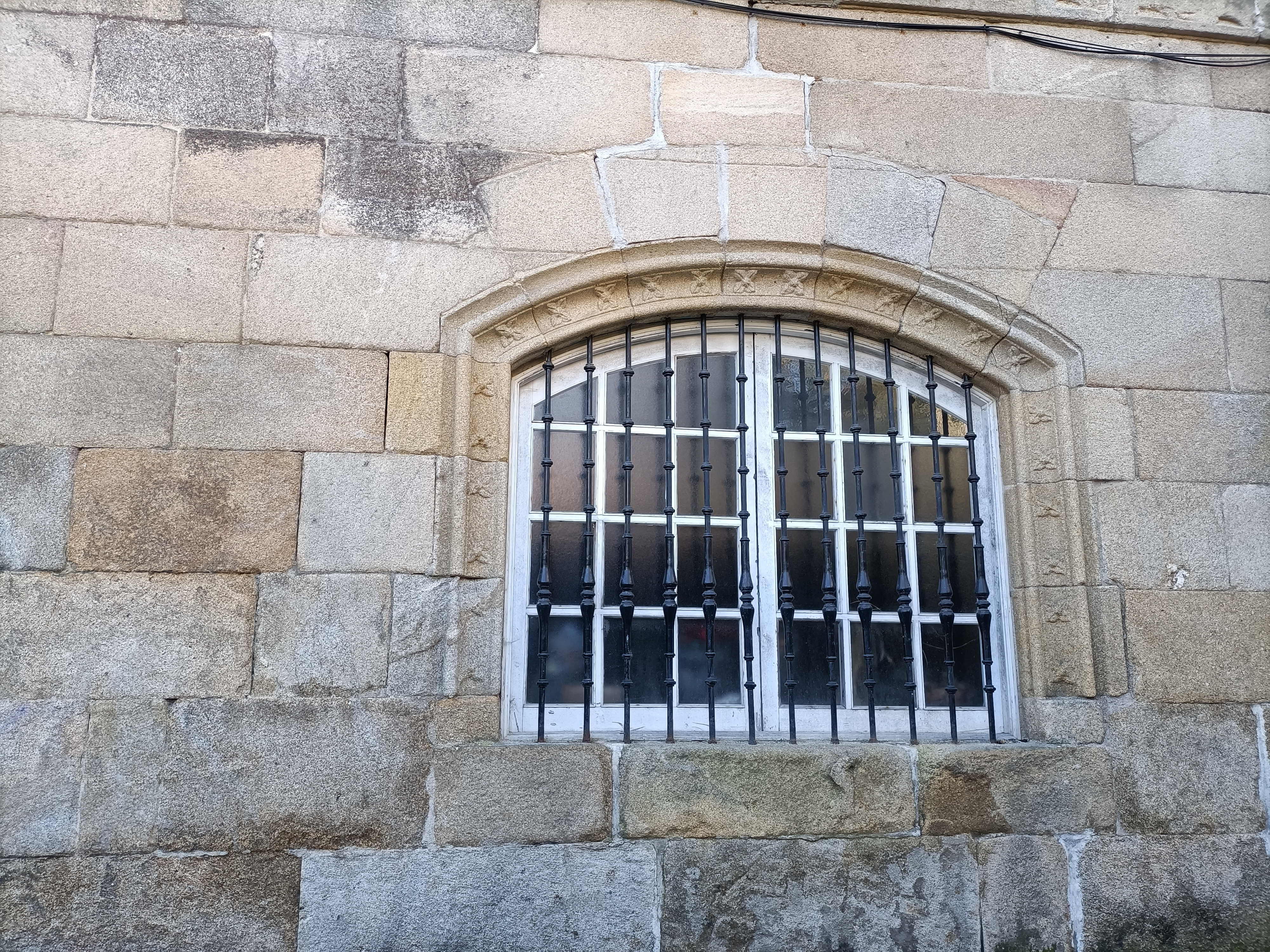
Ventana con su decoración de florones
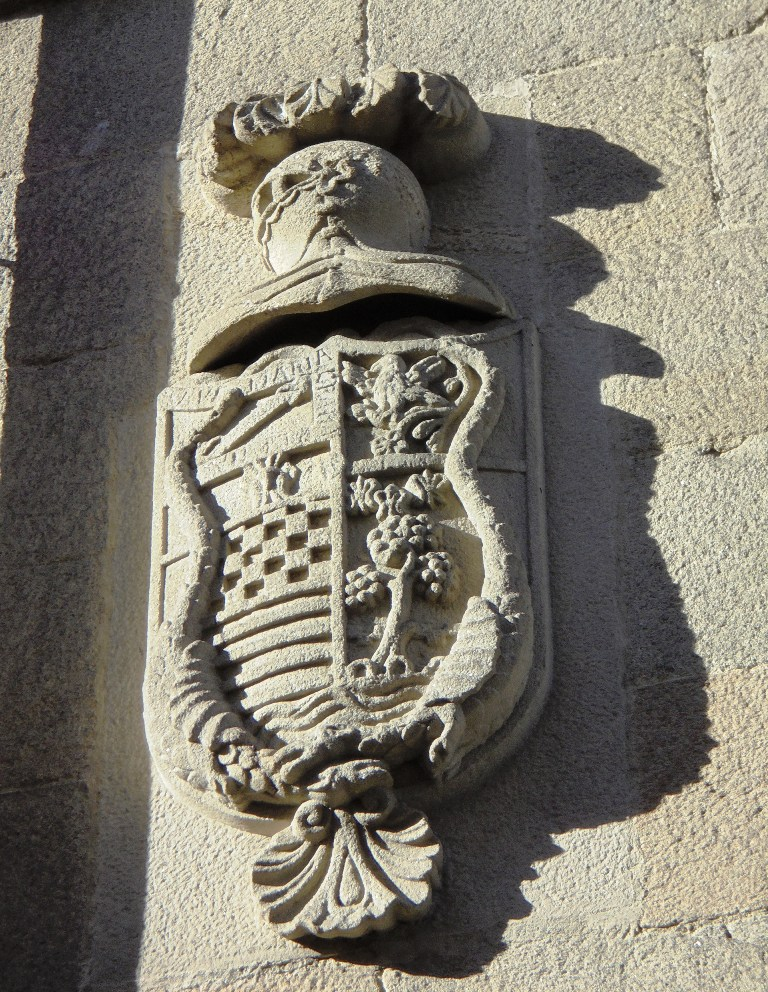
Escudo de la casa vecina medianera
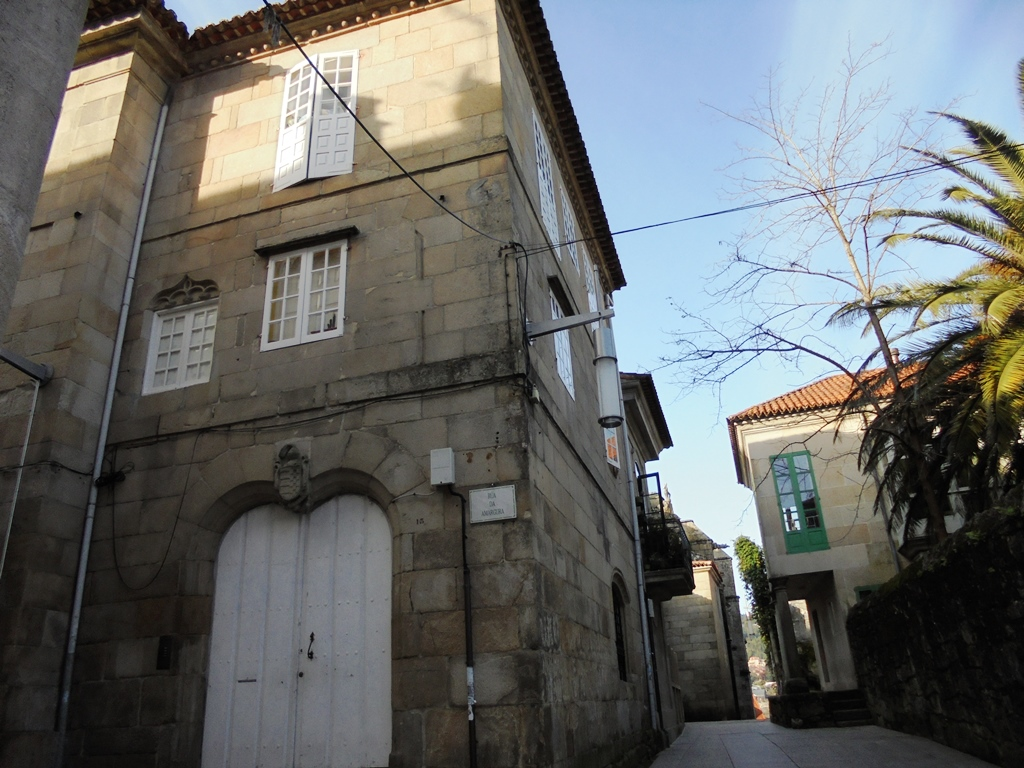
Fachada principal